# Kakao M
Kakao M (кор. 카카오엠; раніше Seoul Records, YBM Seoul Records і LOEN Entertainment) — південнокорейська компанія звукозапису та агентство талантів. Штаб-квартира розташована в сеульському районі Каннам.
За даними Корейської асоціації виробників музичного контенту (한국음악콘텐츠산업협회) станом на 2013, LOEN Entertainment була найприбутковішою компанією звукозапису в Південній Кореї (45,8 % від загальної кількості) і другою найприбутковішою альбомною компанією (18,4 %).
Лейбл був заснований в 1978 році як дочірня компанія YBM Sisa, яка тоді називалася Seoul Records (서울음반) і в основному займалася виробництвом освітніх касет.